# 男子啦啦隊！！
《男子啦啦隊！！》為朝井遼的日本青春小說作品。也是繼前作《聽說桐島退社了》之後，朝井的個人第2部以青春為題材的小說。該作品是朝井以母校早稻田大學現實中的男子啦啦隊為題材而發想並進行執筆「SHOCKERS」。
2010年開始在集英社發表。中譯版2016年在台灣翻譯出版。電視動畫在2016年7月至9月首播。

## 故事簡介
柔道場長男坂東晴希決定放棄柔道，宣布退出大學柔道部的那天，和一起退出柔道部的青梅竹馬橋本一馬組成男子啦啦隊，吸引各具特色的成員加入，沒有經驗、土法煉鋼的他們，卻以全國大賽為目標。

## 登場角色

### 主要人物
坂東晴希
配音：米内佑希；巫哲棋（香港）
命志院大學社會學系一年級生。BREAKERS草創時成員之一，擔任頂端人員。因為肩膀受傷而退出柔道社。本身有懼高症，對於被拋到高處的動作感到懼怕。出身柔道世家，家中開有道館，姐姐晴子是柔道社的主將，但和姐姐及一馬相比，從沒有在正式大賽比賽的經歷，覺得自己沒有柔道天賦，在肩膀受傷後正式放棄柔道。在好友一馬的邀約下加入男子啦啦隊。生日是5月9日。
橋本一馬
配音：岡本信彦；胡家豪（香港）
命志院大學社會學系一年級生。BREAKERS的發起者，擔任頂端人員。晴希的青梅竹馬。父母從小就過世而與奶奶生活，小學轉學到晴希的班級，本來孤僻的他因為晴希主動接近，逐漸開啟心防而成為朋友。從小就和晴希一同學習柔道，相當的有天賦，曾打入全國高中聯賽。在晴希退出柔道社後也一起退出。由於父母年輕時都是啦啦隊員，母親是頂端人員，父親是教練，退出柔道社後拉著晴希組建男子啦啦隊，家中還有父母親年輕時比賽的影帶。生日是8月10日。
溝口涉
配音：杉田智和；黃啟昌（香港）
命志院大學商學系一年級生。BREAKERS草創時的成員之一，擔任保護人員。20歲，因為重考兩次所以仍然是一年級。時常引用知名典故和名句。節奏感差，肢體僵硬。家裡開設料亭所以非常富有，負責支出練習設備並將其運至晴希家頂樓空地。直到高中都是田徑隊員。由於個性較異於常人，所以遇上晴希他們前都沒有朋友。生日是12月25日。
德川翔
配音：小野友樹；黃積權（香港）
命志院大學社會學系一年級生。BREAKERS成員之一，是隊伍中唯一有啦啦隊經驗的人，起初反對只有男生的啦啦隊。極喜歡動畫中卡通人物《松鼠次郎》（リスジロー）（配音：小櫻悅子；劉惠雲（香港））。高中就讀陽明大學附設高中部，曾擔任SPARKS的底層人員，但因夏季盃害教練的妹妹受傷而對啦啦隊感到退卻。生日是10月31日。
遠野浩司
配音：林勇；李安邦（香港）
命志院大學文學系一年級生。BREAKERS成員之一，擔任底層人員。綽號噸。為向日葵食堂巨大咖哩豬排飯最快速吃完的紀錄保持人。沒有運動經驗，且缺乏自信，因為想要改變而加入BREAKERS。為隊中唯一有女朋友的人。生日是3月14日。
鈴木總一郎
配音：桑野晃輔；關令翹（香港）
命志院大學商學系一年級生。BREAKERS成員之一，擔任底層人員。綽號ICHIRO。弦的青梅竹馬。關西人。國小及國中時期皆與弦加入棒球隊，是隊上的王牌投手，高中時仍為棒球隊主力之一。被弦稱做"不懂得人們懊惱"的人。上大學後因想加入比較時尚的社團而參加網球同好會，但發現不太搭。因稱想嘗試不同的挑戰(實則是吸引女生的注意)而與弦一同加入BREAKERS。生日是4月2日。
長谷川弦
配音：小西克幸；林筠翔（香港）
命志院大學商學系一年級生。BREAKERS成員之一，擔任保護人員。關西人。國小及國中時期皆加入棒球隊，高中時為足球隊，常說自己不如總一郎。曾挑戰巨大咖哩豬排飯但未在時限內吃完而失敗。上大學後後因想加入比較時尚的社團而參加網球同好會，但發現不太搭。因稱想嘗試不同的挑戰(實則是吸引女生的注意)而加入BREAKERS。生日是9月27日。

### BREAKERS
森尚史
配音：畠中祐；李致林（香港）
命志院大學一年級生。BREAKERS成員之一，擔任底層人員。因BREAKERS在校慶表演亮眼而想加入。生日是8月24日。
佐久間龍造
配音：村瀨步；鄧港文（香港）
命志院大學一年級生。BREAKERS成員之一，擔任頂端人員。因在校慶時看到BREAKERS的表演覺得很帥而加入。綽號佐久，小時候學過芭蕾舞。生日是3月3日。
安藤健
配音：澤城千春；鍾見麟（香港）
命志院大學一年級生。BREAKERS成員之一，擔任底層人員。生日是6月7日。
金田保
配音：勝杏里；鄧志堅（香港）
命志院大學三年級生。BREAKERS成員之一，擔任底層人員。有著一頭金色飛機頭，與染谷及乘田暱稱"金銀銅"。生日是12月12日。
染谷夏生
配音：木村隼人；劉奕希（香港）
命志院大學二年級生。BREAKERS成員之一，擔任保護人員。稱金田為大哥，與金田及乘田暱稱"金銀銅"。生日是1月25日。
乘田大地
配音：廣瀨裕也；曹啟謙（香港）
命志院大學二年級生。BREAKERS成員之一，擔任保護人員。稱金田為大哥，與金田及染谷暱稱"金銀銅"。生日是5月5日。
鍋島卓哉
配音：木島隆一；雷霆（香港）
命志院大學三年級生。BREAKERS成員之一，擔任底層人員。卓巳的哥哥。生日是6月18日。
鍋島卓巳
配音：弓原健史；陳耀楠（香港）
命志院大學一年級生。BREAKERS成員之一，擔任底層人員。卓哉的弟弟。生日是6月24日。
陳子軒
配音：文曄星；李震權（香港）
命志院大學一年級留學生。BREAKERS成員之一。為國文課陳教授的兒子。生日是3月21日。
高城皋月
配音：甲斐田裕子；梁少霞（香港）
BREAKERS兼DREAMS的教練。過去曾為SPARKS的教練。

### DREAMS
高城皋月
配音：甲斐田裕子；梁少霞（香港）
DREAMS兼BREAKERS的教練。過去曾為SPARKS的教練。
酒井千裕
配音：宇山玲加；凌晞（香港）
DREAMS成員之一。遠野浩司的女朋友。

### SPARKS
堂本仁
配音：安元洋貴；李鎮然（香港）
花咲薰
配音：山谷祥生；陳灝瑋（香港）

### 其他
坂東晴子
配音：藤村步；魏惠娥（香港）
晴希的姊姊，柔道部主將。反對晴希加入男子啦啦隊。
向日葵食堂店主
配音：佐佐木睦；盧國權（香港）

## 出版書籍

### 小說
- 朝井遼「男子啦啦隊!!」（集英社），全1冊。

| 冊數  | 集英社        | 集英社                 |
| 冊數  | 發售日期      | ISBN                   |
| ----- | ------------- | ---------------------- |
| 全1冊 | 2010年10月5日 | ISBN 978-4-08-771374-9 |

| 冊數  | 集英社文庫    | 集英社文庫             | 貓頭鷹出版   | 貓頭鷹出版             |
| 冊數  | 發售日期      | ISBN                   | 發售日期     | ISBN                   |
| ----- | ------------- | ---------------------- | ------------ | ---------------------- |
| 全1冊 | 2013年2月20日 | ISBN 978-4-08-745032-3 | 2016年2月5日 | ISBN 978-9-86-262278-0 |

### 漫畫

#### 版
- 原作：朝井遼，作畫：，《男子啦啦隊!!》，集英社〈RIBON MASCOT COMICS Cookie（日语：りぼんマスコットコミックス）〉，全4冊。

| 冊數 | 集英社         | 集英社                        | 集英社                 |
| 冊數 | 發售日期       | 發表期間                      | ISBN                   |
| ---- | -------------- | ----------------------------- | ---------------------- |
| 1    | 2012年3月15日  | 《CooKie》2011年8月號－12月號 | ISBN 978-4-08-867191-8 |
| 2    | 2012年7月25日  | 《CooKie》2012年1月號－5月號  | ISBN 978-4-08-867213-7 |
| 3    | 2013年2月15日  | 《CooKie》2012年6月號－11月號 | ISBN 978-4-08-867256-4 |
| 4    | 2013年12月13日 | 《CooKie》2013年1月號－5月號  | ISBN 978-4-08-867303-5 |

- 59*[5]（《The Margaret（日语：ザ マーガレット）》2013年8月號）
- 中央線住[6]（《CooKie》2013年9月號別冊附錄《Cookie next》）

#### 近藤憲一版
- 原作：朝井遼，作畫：近藤憲一，《男子啦啦隊!! -GO BREAKERS-》，集英社〈JUMP COMICS〉，全2冊。

| 冊數 | 集英社        | 集英社                                       | 集英社                 |
| 冊數 | 發售日期      | 發表期間                                     | ISBN                   |
| ---- | ------------- | -------------------------------------------- | ---------------------- |
| 1    | 2016年7月4日  | 《少年Jump＋》2016年4月5日18號－6月7日27號   | ISBN 978-4-08-880739-3 |
| 2    | 2016年12月2日 | 《少年Jump＋》2016年6月21日29號－11月8日49號 | ISBN 978-4-08-880841-3 |

## 電視動畫
2016年7月至9月在TOKYO MX、BS11等UHF電視網首播。人物原案由《信蜂》的作者淺田弘幸擔任，此消息在《信蜂》單行本第20冊也有發表。此外現實中的能量飲料「寶礦力水特」同時在這部動畫中有登場。

### 製作人員
- 原作：朝井遼「男子啦啦隊！！」（集英社文庫）
- 導演：吉村愛
- 劇本統籌：吉田玲子
- 人物原案：淺田弘幸
- 人物設定：鶴田眸
- 配角設定：小倉典子
- 動作作畫監督：谷津美彌子
- 道具設定：佐久間康子
- 美術監督：保木泉、加藤浩（日语：加藤浩）
- 色彩設定：歌川律子
- 3D、攝影監督：織田頼信
- 剪輯：池田康隆
- 音響監督：木村繪理子
- 音樂：TAKAROT
- 音樂製作：Lantis
- 音樂製作人：大久保隆一
- 首席製作人：藤澤宜彥
- 製作人：加戶裕子、平山亞希子、金子廣孝、大久保隆一、高橋博、雪田雅人
- 動畫製作人：齋藤彌生
- 動畫製作：Brain's Base
- 製作：男子啦啦隊!! 製作委員會（萬代影視、NAS、TOKYO MX、Lantis、集英社、Brain's Base、SONY PCL（日语：ソニーPCL））

### 主題曲
片頭曲
作詞、作曲：PON，編曲：Luck-life、TAKAROT，主唱：Luck-life
第1話當作片尾曲使用。
片尾曲「LIMIT BREAKERS」（第2話－第4話、第5.5話－第11話）
作詞：結城愛良，作曲、編曲：TAKAROT，主唱：BREAKERS［坂東晴希（米內佑希）、橋本一馬（岡本信彥）、德川翔（小野友樹）、溝口涉（杉田智和）、遠野浩司（林勇）、鈴木總一郎（桑野晃輔）、長谷川弦（小西克幸）］
第1話未使用。
插入曲「Special Night」（第7話）、「Cheer to the Sky」（第8話）
作詞：Kanata Okajima，作曲、編曲：TAKAROT，主唱：PON

### 各話列表
| 話數        | 日文標題 | 中文標題           | 香港標題            | 劇本       | 分鏡       | 演出            | 作畫監督                                                                  | 總作畫監督 |
| ----------- | -------- | ------------------ | ------------------- | ---------- | ---------- | --------------- | ------------------------------------------------------------------------- | ---------- |
| EPISODE 01  |          | 開幕了             | 開幕                | 吉田玲子   | 吉村愛     | 吉村愛          | 鶴田眸、小谷杏子                                                          | 鶴田眸     |
| EPISODE 02  |          | 起始的啦啦隊笑容   | 開始的Cheer Smiile  | 吉田玲子   | 三上喜子   | 三上喜子        | 松下郁子、高原修司 重本和佳子、德田夢之介                                 | 小倉典子   |
| EPISODE 03  |          | 第七人松鼠次郎     | 第七人是松鼠次郎    | 吉田玲子   | 相澤伽月   | 高橋謙仁        | 服部一郎、大森英敏 小笠原優、松下純子                                     | 鶴田眸     |
| EPISODE 04  |          | 想毀掉的東西       | 想突破的東西        | 國澤真理子 |            |                 | 高橋敦子                                                                  | 小倉典子   |
| EPISODE 05  |          | LET'S GO BREAKERS! | Let's Go, BREAKERS! | 內海照子   | 川崎芳樹   | 川崎芳樹        | 小谷杏子                                                                  | 鶴田眸     |
| EPISODE 5.5 |          | 七人所見的景色     | 七個人見過的景色    | -          | -          | -               | -                                                                         | -          |
| EPISODE 06  |          | RE.START           | RE.START            | 吉田玲子   | 大畑清隆   | 井之川慎太郎    | 齋藤大輔、重本和佳子 本橋秀之                                             | 小倉典子   |
| EPISODE 07  |          | 扭曲               | 歪斜                | 國澤真理子 |            |                 | 長谷川一生、松岡秀明                                                      | 鶴田眸     |
| EPISODE 08  |          | 羈絆的曙光         | 友誼的日出          | 吉田玲子   | 河村智之   | 河村智之        | 高原修司、鈴木信一 重本和佳子                                             | 小倉典子   |
| EPISODE 09  |          | 太陽的眼淚         | 太陽之淚            | 吉田玲子   | 川口敬一郎 | 山口美浩 鄭泳勳 | 金濟享、中屋了 丹羽恭利、服部益實 鄭泳勳、保村成 手島勇人、藤木泰史       | 鶴田眸     |
| EPISODE 10  |          | 想告訴你的事       | 想告訴你的事        | 內海照子   | 川崎芳樹   | 川崎芳樹        | 西村彩、三井麻未 佐藤、高岡希一                                           | 小倉典子   |
| EPISODE 11  |          | 苦甜情人節         | 苦中帶甜的情人節    | 吉田玲子   | 三上喜子   | 三上喜子        | 粟井重紀、青野厚司 田中宏紀、松下純子                                     | 鶴田眸     |
| EPISODE 12  |          | 男子啦啦隊!!       | 男子啦啦隊          | 吉田玲子   | 吉村愛     | 吉村愛          | 小谷杏子、小倉典子 高原修司、荻原滿 鶴田眸、石上弘美 重本和佳子、菅野利之 | 小倉典子   |

### 播放電視台
日本深夜動畫：下文記載的日本国内播放時間使用日本標準時間（UTC+9）表示。因為部分時間标识會採用30小时制，因此請留意这类超过24:00的时间，其實際播放時間為翌日清晨。
| 播放日期                     | 播放時間（UTC+9）         | 播放電視台 | 播放地區 | 備註                   |
| ---------------------------- | ------------------------- | ---------- | -------- | ---------------------- |
| 2016年7月5日－9月27日        | 星期二 23時00分－23時30分 | TOKYO MX   | 東京都   | 製作委員會方式參加     |
|                              | 星期二 24時00分－24時30分 | SUN電視台  | 兵庫縣   |                        |
|                              | 星期二 24時30分－25時00分 | KBS京都    | 京都府   |                        |
|                              | 星期二 27時05分－27時35分 | 愛知電視台 | 愛知縣   |                        |
| 2016年7月6日－9月28日        | 星期三 24時30分－25時00分 | BS11       | 日本全國 | BS放送／『ANIME+』時段 |
| 2016年11月5日－2017年1月28日 | 星期六 22時30分－23時00分 | Animax     | 日本全國 | BS／CS放送／字幕放送   |

| 發佈日期                  | 發佈時間               | 發佈網站 | 2016年7月6日－9月28日 |
| ------------------------- | ---------------------- | -------- | --------------------- |
| 星期三 24時00分 更新      | 萬代頻道／光TV／Bonobo |          | 2016年7月7日－9月29日 |
| 星期四 23時00分－23時30分 | niconico現場直播       |          |                       |

| J2 星期六／日（非賽馬日）12時30分－13時30分 節目 6月17日 12時30分－13時00分 | J2 星期六／日（非賽馬日）12時30分－13時30分 節目 6月17日 12時30分－13時00分 | J2 星期六／日（非賽馬日）12時30分－13時30分 節目 6月17日 12時30分－13時00分 |
| --------------------------------------------------------------------------- | --------------------------------------------------------------------------- | --------------------------------------------------------------------------- |
|                                                                             | 男子啦啦隊 （2017年5月6日－6月17日）                                        |                                                                             |
| 田中君為何這樣懶惰                                                          | 排球少年II                                                                  |                                                                             |
| J2 星期六／日（非賽馬日）12時30分－13時30分 節目 8月31日 12時30分－13時00分 |                                                                             |                                                                             |
| Working!!!無聊西餐廳3 重播                                                  | 男子啦啦隊 重播 （2019年7月20日－8月31日）                                  | 飆速宅男 第4輯                                                              |

### BD／DVD
| 卷數 | 發售日期       | 收錄話         | 規格編號  | 規格編號  |
| 卷數 | 發售日期       | 收錄話         | BD限定版  | DVD限定版 |
| ---- | -------------- | -------------- | --------- | --------- |
| 1    | 2016年9月27日  | 第1話－第2話   | BCXA-1146 | BCBA-4789 |
| 2    | 2016年10月26日 | 第3話～第4話   | BCXA-1147 | BCBA-4790 |
| 3    | 2016年11月25日 | 第5話～第6話   | BCXA-1148 | BCBA-4791 |
| 4    | 2016年12月22日 | 第7話～第8話   | BCXA-1149 | BCBA-4792 |
| 5    | 2017年1月27日  | 第9話～第10話  | BCXA-1150 | BCBA-4793 |
| 6    | 2017年2月24日  | 第11話～第12話 | BCXA-1151 | BCBA-4794 |
| BOX  | 2019年4月26日  | 第1話～第12話  | BCXA-1430 | －        |

### 網路廣播
以《男子啦啦隊!! ～RADIO BREAKERS～》為標題，2016年6月20日至10月10日在音泉發佈。每星期一更新。主持人由作品主角坂東晴希的配音員米內佑希擔任。

#### 廣播CD
- 廣播CD「男子啦啦隊!! ～RADIO BREAKERS～」，2016年12月28日發售。CD2枚組、第1枚收錄了全新錄製的有聲CD，第2枚是將之前音泉發佈的所有內容以MP3形式收錄。於「 男祭2016」活動中率先販售。

## 舞台劇
音樂朗讀劇『SOUND THEATRE 男子啦啦隊!! ～GO！音劇男子!! ～』
2016年10月1日、2日連續兩天在舞濱圓形劇場公開上演。同時邀請早稻田大學男子啦啦隊「SHOCKERS」於現場進行啦啦隊表演。
演員（配音員）
- 東晴希：米內佑希
- 橋本一馬：岡本信彥

Live Performance Stage『男子啦啦隊!!』
2016年12月在AiiA 2.5 Theater Tokyo公開上演。主演由本田禮生、古田一紀擔任。
演員（舞台演員）
- 東晴希：本田禮生
- 橋本一馬：古田一紀
- 溝口涉：平田雄也
- 德川翔：高野洸
- 遠野浩司：皇希
- 鈴木總一郎：才川浩二
- 長谷川弦：福澤侑

## 真人電影
2019年5月10日在日本首映。風間太樹執導、登米裕一劇本。橫濱流星、中尾暢樹領銜主演
。並且動畫版坂東晴希的配音員米内佑希同時在真人電影中友情客串。

### 演員列表
- 東晴希：橫濱流星
- 橋本一馬：中尾暢樹
- 溝口涉：淺香航大
- 德川翔：瀨戶利樹
- 遠野浩司：小平大智（日语：小平大智）
- 鈴木總一郎：菅原健（日语：菅原健 (俳優)）
- 長谷川弦：岩谷翔吾（日语：岩谷翔吾）
- 高城皋月：伊藤步
- 東晴子：清水久留美（日语：清水くるみ）
- 高城櫻：唐田英里佳
- 小久保：山本千尋（日语：山本千尋）

### 製作人員（真人電影）
- 原作：朝井遼「男子啦啦隊！！」（集英社文庫刊）
- 導演：風間太樹（日语：風間太樹）
- 劇本：登米裕一
- 音樂：野崎良太 & Musilogue（日语：Jazztronik）
- 主題歌：阿部真央「君」（Pony Canyon）
- 製作：川城和實（日语：川城和実）、三宅容介、岡田美穗、潮田一、木下暢起、菅野信三
- 創意製作人：濱田健二、大熊一成、吉條英希（日语：吉條英希）
- 製作人：西川朝子、代情明彥、唯野友步
- 準製作人：大崎紀昌、沖貴子、青木裕子
- 攝影：清川耕史
- 照明：織田誠
- 美術：仲前智治
- 錄音：石寺健一
- 剪輯：加藤仁美（日语：加藤ひとみ）
- 音響效果：赤澤勇二
- 服裝：馬場恭子、白石妙子
- 髮型設計：金山貴成、平方五月
- 場記：田村壽美
- 角色分配：杉野剛
- 線上製作人：鶴岡智之
- 啦啦隊監修、編舞：杢元良輔（日语：杢元良輔）
- 助理導演：長尾久美子
- 製作擔當：柳澤誠
- 助理製作人：伴瀨萌
- 發行：BANDAI NAMCO Arts、Pony Canyon
- 製片商：AOI Pro.（日语：AOI Pro.）
- 製作：LET'S GO BREAKERS PROJECT（BANDAI NAMCO Arts、Pony Canyon、關西電視台、AOI Pro.、集英社、東急Recreation（日语：東急レクリエーション））

## 腳註

## 外部連結
- 男子啦啦隊！！｜集英社 （页面存档备份，存于）（日語）
- 男子啦啦隊！！｜CooKie （页面存档备份，存于）（日語）
- 男子啦啦隊！！ -GO BREAKERS-（日語）
- 電視動畫「男子啦啦隊！！」的官方網站 （页面存档备份，存于）（日語）
- 電視動畫「男子啦啦隊！！」公式的X（前Twitter）（日語）